# Gekoppelte D = 4 N = 1 Supergravitation
Gekoppelte D = 4 N = 1 Supergravitation (kurz Gekoppelte D = 4 N = 1 SUGRA) ist ein Spezialfall der Supergravitation, einer Kombination aus Supersymmetrie (kurz SUSY) und Gravitation (beschrieben durch die Allgemeine Relativitätstheorie), in vier Dimensionen (D = 4) und mit einem Symmetrieoperator (N = 1). In der Theorie werden im Gegensatz zur reinen D = 4 N = 1 Supergravitation ebenfalls Materiefelder betrachtet. Erstmals konstruiert wurde die Theorie von Eugène Cremmer, Sergio Ferrara, Luciano Girardello und Antonie Van Proeyen in den Jahren 1982 und 1983 mithilfe von Tensorkalkül.

## Felder
D = 4 N = 1 Supergravitation beschreibt ein Feld mit Spin 2, dessen Quantum das Graviton ist. Diesem entspricht durch den Symmetrieoperator ein Feld mit Spin 3/2, dessen Quantum das Gravitino ist. Eine Kopplung an Materie entsteht durch die Addition zusätzlicher Felder in der Lagrange-Dichte der Theorie, wie etwa Yang-Mills- und Maxwell-Feldern.